# Helsingfors IFK
HIFK, det vill säga Idrottsföreningen Kamraterna, Helsingfors rf. (officiellt IFK Helsingfors men i talspråk ofta Helsingfors IFK) är en idrottsförening  från Helsingfors i Finland. HIFK har idag sektioner för bandy, bowling, fotboll, friidrott, handboll, innebandy och  ishockey. Ishockeylaget har varit finska mästare säsongerna 1968/1969, 1969/1970, 1973/1974, 1979/1980, 1982/1983, 1997/1998 och 2010/2011. Hemmamatcherna spelas i Helsingfors Ishall, med en kapacitet på 8200 åskådare. Finska fotbollsmästerskapet har HIFK vunnit 7 gånger, det första 1930 och det senaste 1961. Från och med 2011 spelar HIFK Fotboll i finländska division 1 efter att avancerat till den näst högsta fotbollsdivisionen 2010. HIFK har även vunnit 17 finländska bandymästerskap för herrar, vilket är mer än någon annan klubb. I dag spelar herrarna i den högsta finska serien, bandyligan. Handbollslaget spelar i FM-serien, den högsta serienivån i Finland.

## Historia
Föreningen grundades 1897 på initiativ av Georges Doubitsky och hans vänner på Svenska Reallyceum i Kronohagen i Helsingfors. Inspiration hade man från Idrottsföreningen Kamraterna i Stockholm, men till skillnad från IFK-föreningar runt om i Sverige, har HIFK inget organisatoriskt band till den föreningen.

## Finländska mästerskap

### Finländska mästare i bandy
HIFK Bandy vann 2013 sitt sjuttonde finska mästerskap - vilket gör att HIFK nu kan kalla sig "mesta mästarna" i Finland.
Säsongerna 1940 och 1942 ställdes in på grund av krig (vinterkriget respektive fortsättningskriget). Båda gångerna var HIFK regerande mästare och föreningen vann också mästerskapet i tiden mellan krigen 1941.
- 1910

- 1911

- 1912

- 1913

- 1934

- 1935

- 1938

- 1939

- 1941

- 1944

- 1978

- 1987

- 1988

- 1998

- 2010

- 2011

- 2013

### Finländska mästare i fotboll
7 mästerskap
- 1930
- 1931
- 1933
- 1937
- 1947
- 1959
- 1961

### Finländska mästare i ishockey

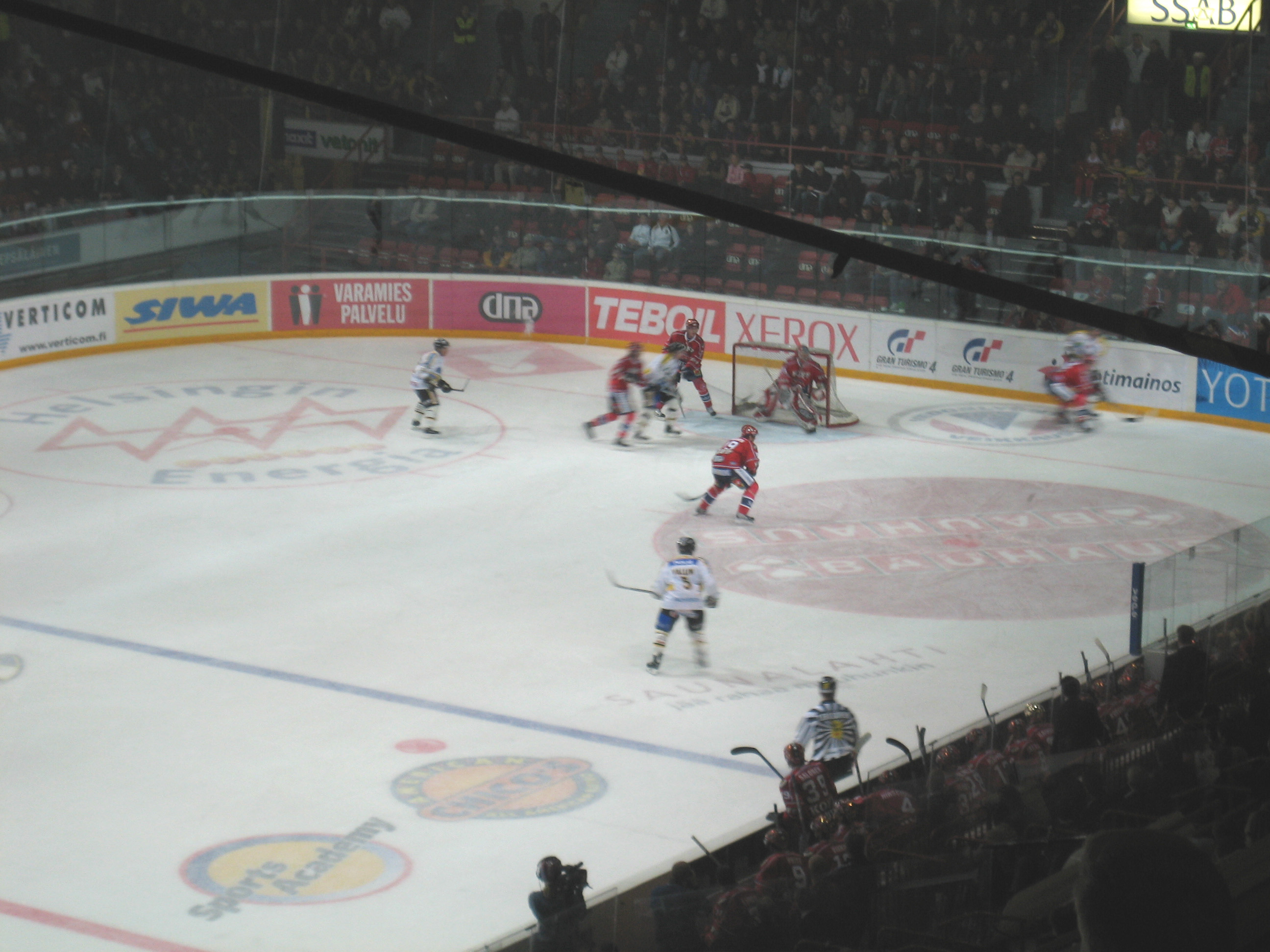

7 mästerskap
- 1969
- 1970
- 1974
- 1980
- 1983
- 1998
- 2011